# Manual da Televisão
O Manual da Televisão é um livro infantil brasileiro lançado pela Abril (sob o selo Livros Abril) originalmente em 1982.
Foi o último dos manuais Disney originais da série clássica (os seguintes foram edições revistas de manuais dos anos 70).
A maior parte de seu conteúdo foi reaproveitada na Biblioteca do Escoteiro-Mirim e na coleção Manuais Disney (Nova Cultural).